# Дрок Кость Леонідович
Кость (Костянтин) Леонідович Дрок (нар. 22 квітня 1919, Луганськ — пом. 22 травня 1996, Київ) — український поет, журналіст, перекладач; член Спілки письменників України з 1949 року.

## Біографія
Народився 22 квітня 1919 року в місті Луганську (тепер Україна). З 1938 по 1941 рік навчався на філологічносу факультеті Дніпропетровського університету. Брав участь у німецько-радянській війні. Закінчив війну в Берліні командиром артилерійського взводу. Член ВКП(б) з 1944 року. Працював журналістом у Дніпропетровську, з 1947 року в Ужгороді.
Помер в Києві 22 травня 1996 року.

## Творчість
Почав друкуватися 1938 року в університетській багатотиражевій газеті і дніпропетровських обласних газетах. В 1941 році твори поета почала друкувати українська республіканська преса. Автор збірок:
- «Син землі» (1948, збірка віршів воєнних і перших повоєнних літ);
- «Верховино моя» (1949; 1951);
- «Сузір'я миру» (1951);
- «Назустріч сонцю» (1953);
- «Хочеш знати про Карпати» (1954, збірка віршів для дітей);
- «Дніпровські мелодії» (1956);
- «Доки серце б'ється» (1958);
- «Тобі радію» (1966);
- «Мелодії життя» (1972);
- «Весняний плин» (1976);
- «Під вітрами літ» (1978);
- «Освідчення» (1979);
- «Ластівки над землею» (1985);
- «Осіннє вогнище» (1989);
- «Ствердження» (1990).

Переклав з угорської мови вірші Ендре Аді у книзі «Вибране» (Ужгород, 1949), з російської мови низку поезій Володимира Маяковського, Сергія Єсеніна, Євгена Долматовського, Михайла Дудіна, Миколи Тихонова та інші.
Окремі твори поета перекладені російською мовою.

## Нагороди
Нагороджений:
- орденом Вітчизняної війни ІІ ступеня (9 червня 1945);
- медалями «За відвагу» (5 грудня 1944), «За взяття Берліна» (5 листопада 1945), «За перемогу над Німеччиною» (9 травня 1945)[2].